# Villebois-Lavalette
Villebois-Lavalette is een gemeente in het Franse departement Charente (regio Nouvelle-Aquitaine) en telt 779 inwoners (2004). De plaats maakt deel uit van het arrondissement Angoulême.

## Geografie
De oppervlakte van Villebois-Lavalette bedraagt 7,2 km², de bevolkingsdichtheid is 108,2 inwoners per km².
De onderstaande kaart toont de ligging van Villebois-Lavalette met de belangrijkste infrastructuur en aangrenzende gemeenten.

## Demografie
Onderstaande figuur toont het verloop van het inwonertal (bron: INSEE-tellingen).

## Galerij

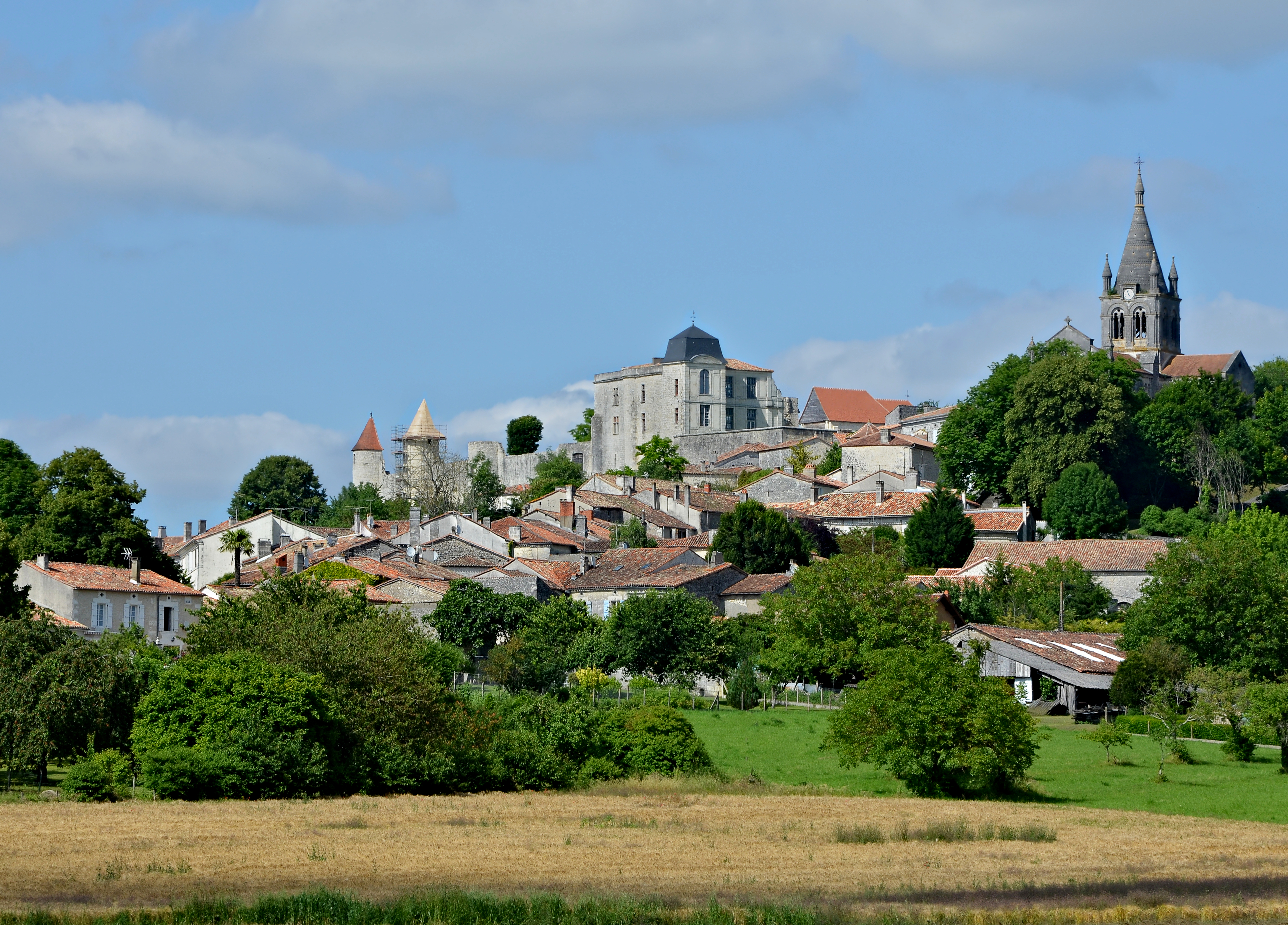
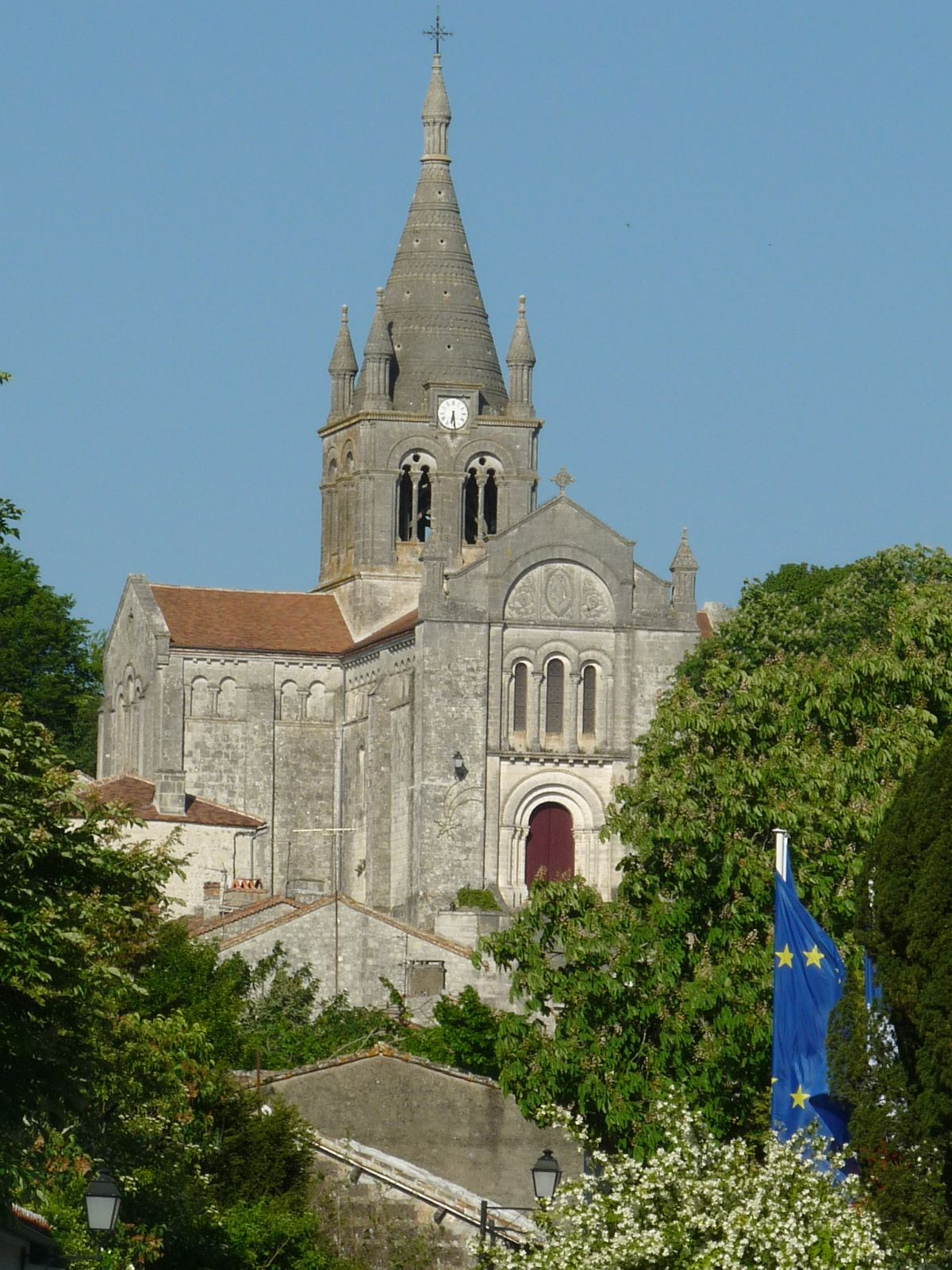
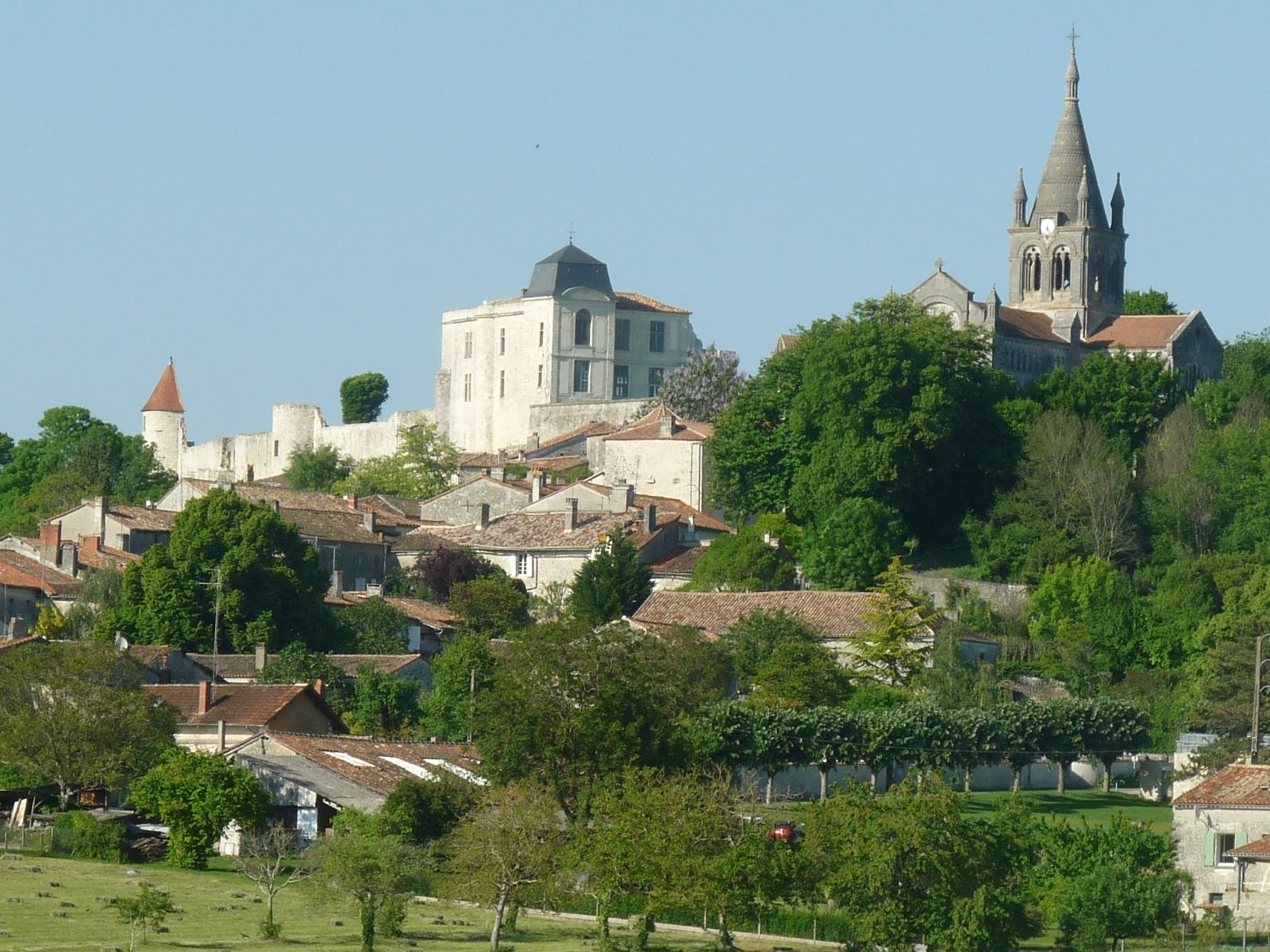
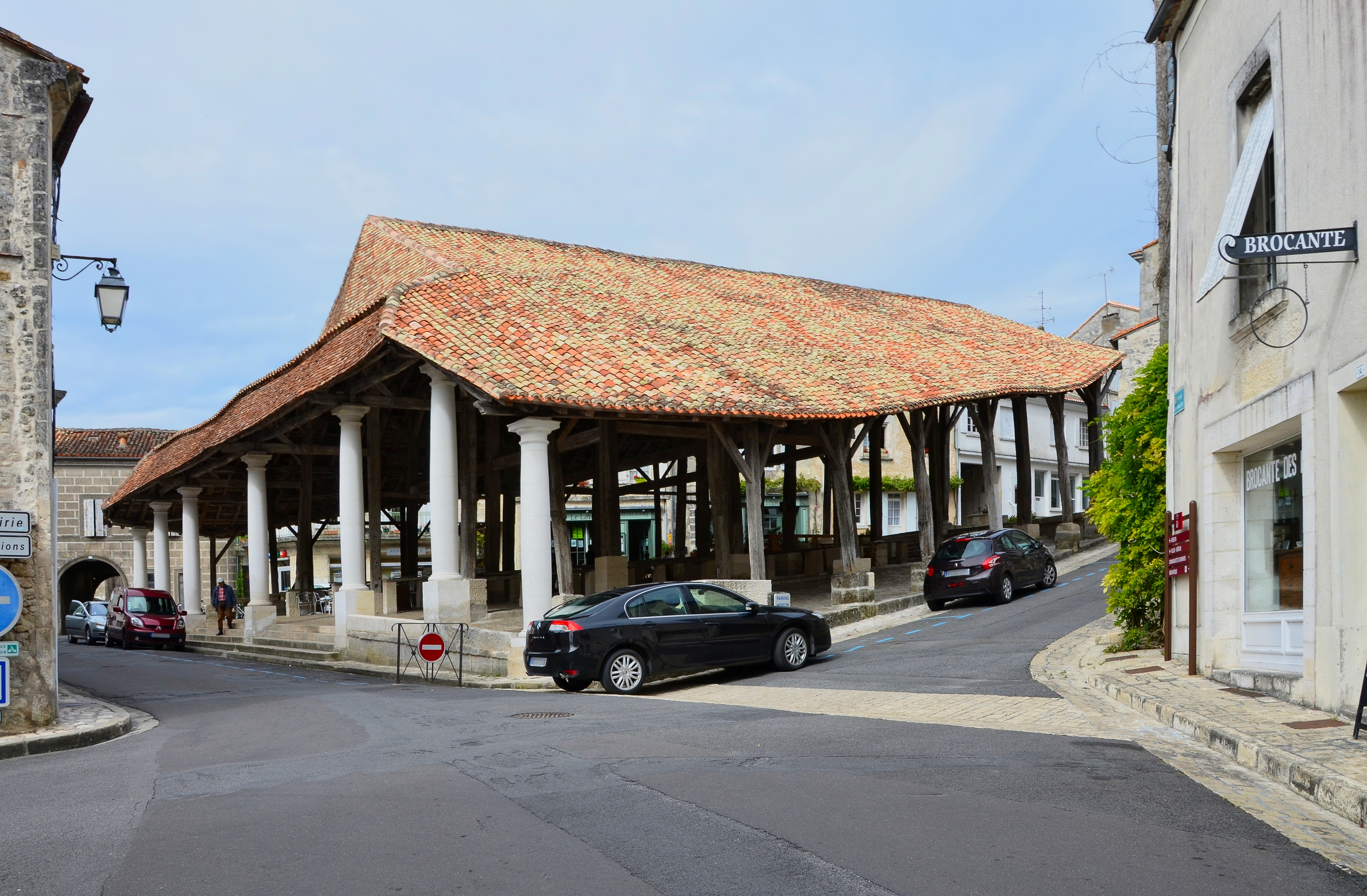
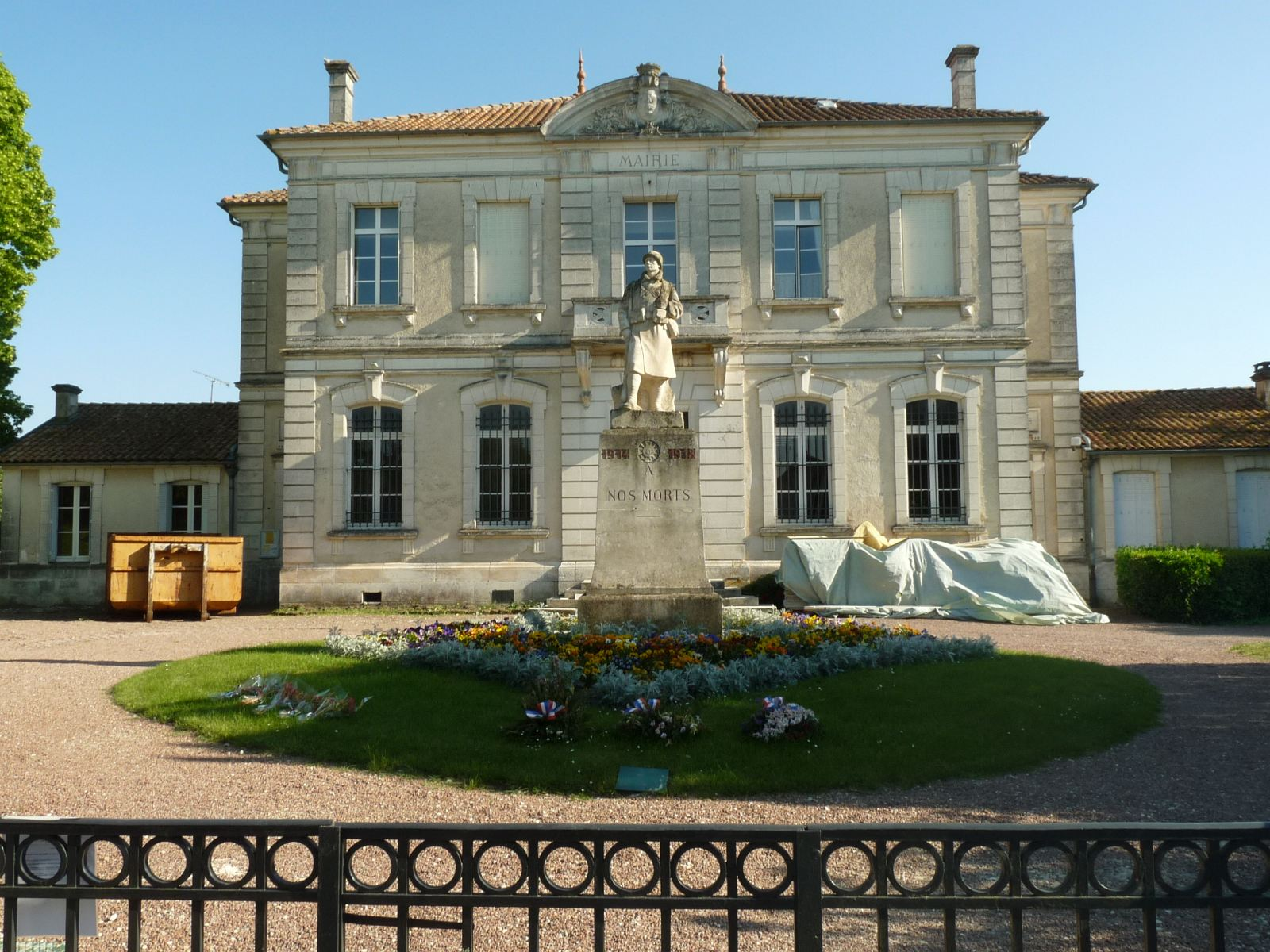
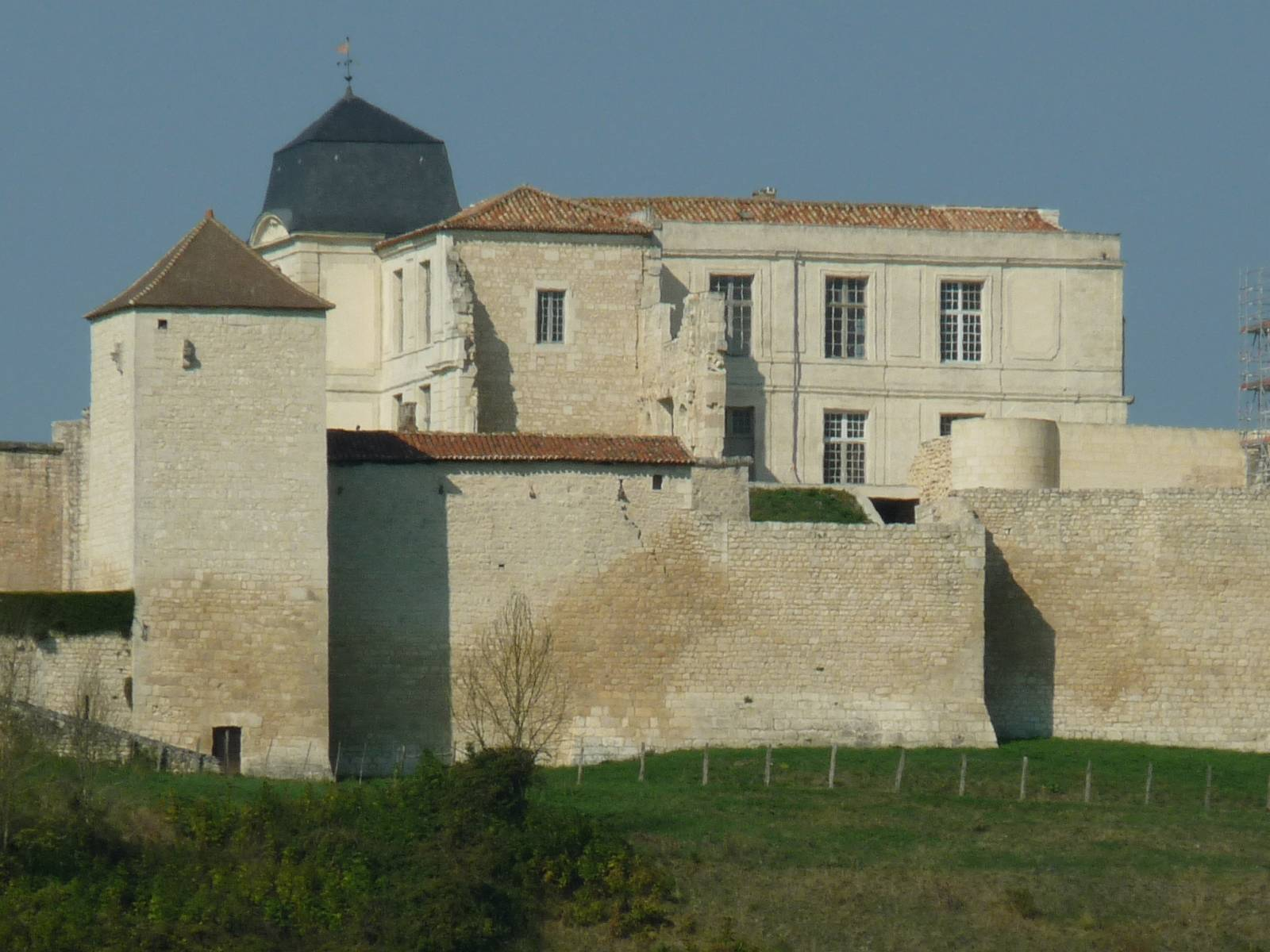